# Heraclides torquatus
Heraclides torquatus é uma borboleta neotropical da família Papilionidae e subfamília Papilioninae, encontrada do México até a Argentina (com exceção do Chile e Uruguai), incluindo Trindade e Tobago. Foi classificada por Pieter Cramer, com a denominação de Papilio torquatus, em 1777. Suas lagartas se alimentam de plantas Rutaceae do gênero Citrus.

## Descrição
Esta espécie possui grande dimorfismo sexual, com a fêmea possuindo asas de coloração mais escura, com ou sem mancha branca na asa anterior (mimetizando borboletas Parides, como Parides sesostris). O macho possui, visto por cima, tom geral castanho enegrecido com uma faixa contínua de um amarelado ou quase branco, característica, cruzando as asas anteriores e posteriores e apenas interrompida por outra faixa de mesma coloração, mais ou menos oval, próxima ao topo das asas anteriores. Ocelos de margem superior vermelha podem ser vistos na região interna das asas posteriores, próximos ao abdome do inseto. Tal padrão de coloração do macho é encontrado também na espécie amazônica, mais rara, Heraclides garleppi. Ambos os sexos possuem ondulação na borda das asas posteriores e um par de caudas espatuladas. O lado de baixo difere por ser mais pálido e amarelado, mostrando uma cadeia de manchas avermelhadas próximas à região central das asas posteriores.

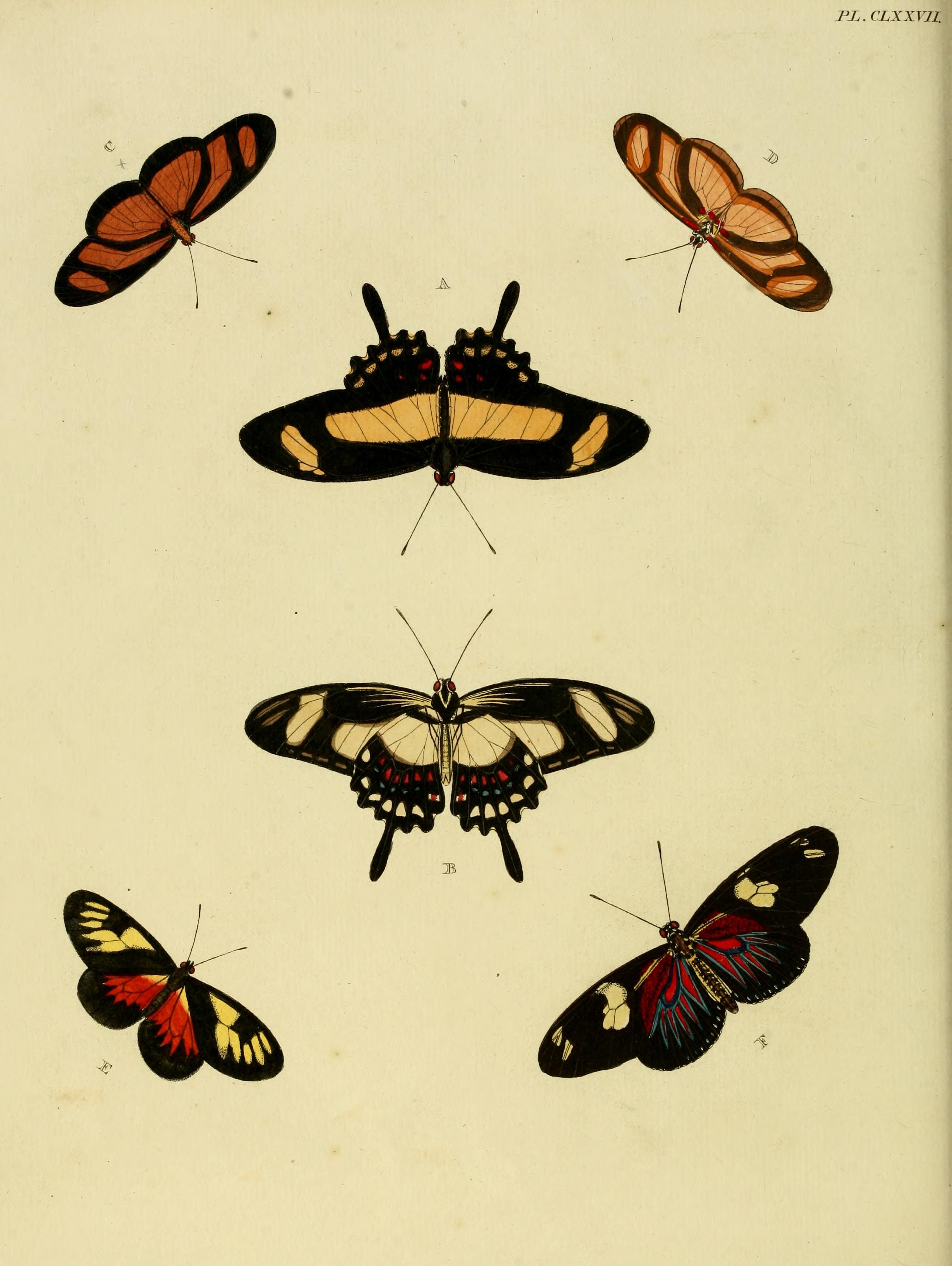
As duas borboletas centrais, acima (em vista superior) e abaixo (em vista inferior), são ilustrações do macho de H. torquatus, retiradas do livro De uitlandsche kapellen: voorkomende in de drie waereld-deelen Asia, Africa en America = Papillons exotiques des trois parties du monde, l'Asie, l'Afrique et l'Amérique, de Pieter Cramer e Caspar Stoll (Plate CLXXVII, 1779).

## Hábitos
As borboletas são avistadas visitando flores, das quais se alimentam do néctar. Embora preferencialmente habitem floresta primária, elas podem ser encontradas em ambientes diversos, como em florestas secundárias ou em pastos e em altitudes de até 700 metros. As fêmeas são vistas com muito menos freqüência e apreciam locais sombrios, os machos são vistos frequentemente em praias de rios ou faixas de umidade do solo, onde possam sugar substâncias minerais. Às vezes eles são vistos individualmente, mas é mais frequente avistá-los em grupo.

## Planta-alimento, lagarta e crisálida
Heraclides hectorides se alimenta de plantas da família Rutaceae e gênero Citrus, em sua fase larval. Suas lagartas são semigregárias, pardo-azeitonadas, com manchas mais claras, assemelhando-se a excrementos de pássaros e colocando para fora um órgão amarelado com odor desagradável, em forma de "Y", na região frontal, quando incomodadas. Sua defesa utiliza ácido isobutírico. A crisálida é esverdeada, com sua camuflagem imitando um galho seco coberto de líquen. Ela fica suspensa para cima, por um par de fios.

## Subespécies
H. torquatus possui quatro subespécies:
- Heraclides torquatus torquatus - Descrita por Cramer em 1777. Nativa do Equador, Peru, Bolívia, Venezuela, Guianas e Brasil (Amazonas).
- Heraclides torquatus polybius - Descrita por Swainson em 1823. Nativa do Centro-Oeste, Sudeste e Sul do Brasil, Paraguai e Argentina.
- Heraclides torquatus tolmides - Descrita por Godman & Salvin em 1890. Nativa do Panamá e Costa Rica.
- Heraclides torquatus tolus - Descrita por Godman & Salvin em 1890. Nativa do México e Guatemala.
- Heraclides torquatus leptalea - Descrita por Rothschild & Jordan em 1906. Nativa do oeste do Equador.
- Heraclides torquatus mazai - Descrita por Beutelspacher em 1977. Nativa do México e El Salvador.
- Heraclides torquatus jeani - Descrita por Brown & Lamas em 1994. Nativa da Colômbia e oeste da Venezuela.